# Lamented Souls
Lamented Souls – norweski zespół doometalowy założony 1991 roku w Oslo. Jest to macierzysty zespół znanego m.in. z Borknagar i Dimmu Borgir Vortex'a oraz Apollyona współpracującego m.in. z Immortal, Aura Noir i Gorgoroth. Grupa ma na swoim koncie jedną płytę, zawierającą kompilację utworów z poprzedzających ją wydawnictw demo.

## Historia
Historia zespołu sięga roku 1991, kiedy dwaj gitarzyści: Olav Knutsen i Petor Holm postanowili założyć zespół. Około roku później do grupy dołączył Ole Jørgen Moe, znany z występów w takich zespołach jak Aura Noir, Dødheimsgard, Immortal czy Gorgoroth. Od tego momentu muzycy stanowili trio. Grali z różnymi perkusistami, jednak wybór padł na Vortex'a. Rok po ostatecznym  skompletowaniu składu, Lamented Souls nagrali pierwsze demo. Nosiło ono tytuł Soulstorm i wydane zostało w 1992 roku. Przed wydaniem kolejnego demo w zespole nastąpiły zmiany - grupę opuścił jej założyciel Petor Holm, Vortex początkowo grający na perkusji, został wokalistą i gitarzystą grupy, a Ole przyjął rolę perkusisty. Drugie demo Demo '95 ukazało się w 1995 roku. Wkrótce nastąpiły kolejne zmiany, dołączył perkusista Einar Sjursø, zastępując na tym miejscu Ole Jørgen Moe'a, który ponownie został gitarzystą zespołu.
W 2004 roku muzycy wydali album kompilacyjny zatytułowany The Origins of Misery. Na krążku znalazły się utwory z nagrane w latach 1993-1997.
W 2010 zespół ogłosił zamiar wydania albumu studyjnego, na którym znaleźć się mają również nowe utwory. Muzycy są w trakcie poszukiwania wytwórni, która podejmie się wydania następcy The Origins of Misery.

## Muzycy

### Obecny skład zespołu
- Simen "ICS Vortex" Hestnæs – perkusja (1991-1993), gitara basowa (1993-1996), śpiew, gitary (1994-obecnie)
- Ole Jørgen Moe – gitary (1991-obecnie), śpiew (1991-1993), perkusja, drugi wokal (1993-1996)
- Olav Knutsen – gitary (1991-1995), gitara basowa (1995-obecnie)
- Einar Sjursø – perkusja (1997-obecnie)

### Byli członkowie zespołu
- Fredrik Ferden – gitary (1992)
- Petor Holm – gitara basowa (1991-1993)

## Dyskografia

### Dema
- Soulstorm (1992, wydanie własne)
- Demo '95 (1995, wydanie własne)

### Single
- Essence of Wounds (2003, Duplicate Records)

### Kompilacje
- The Origins of Misery (2004, Duplicate Records)